# Lancaster County (Nebraska)
Lancaster County ist ein County im Bundesstaat Nebraska der Vereinigten Staaten. Der Verwaltungssitz (County Seat) ist Lincoln, benannt nach dem Präsidenten Abraham Lincoln. Lincoln ist auch die Hauptstadt von Nebraska.

## Geographie
Das County liegt im Südosten von Nebraska, ist im Osten etwa 55 km von Iowa und Missouri, im Süden etwa 50 km von Kansas entfernt und hat eine Fläche von 2193 Quadratkilometern, wovon 20 Quadratkilometer Wasserfläche sind. Es grenzt im Uhrzeigersinn an folgende Countys: Saunders County, Cass County, Otoe County, Johnson County, Gage County, Saline County, Seward County und Butler County.

## Geschichte
Lancaster County wurde 1854 gebildet. Benannt wurde es nach der Stadt Lancaster in Pennsylvania.
Zwei Orte im County haben den Status einer National Historic Landmark, das William Jennings Bryan House und das Nebraska State Capitol. 101 Bauwerke und Stätten des Countys sind insgesamt im National Register of Historic Places eingetragen (Stand 11. Februar 2018).

## Demografische Daten

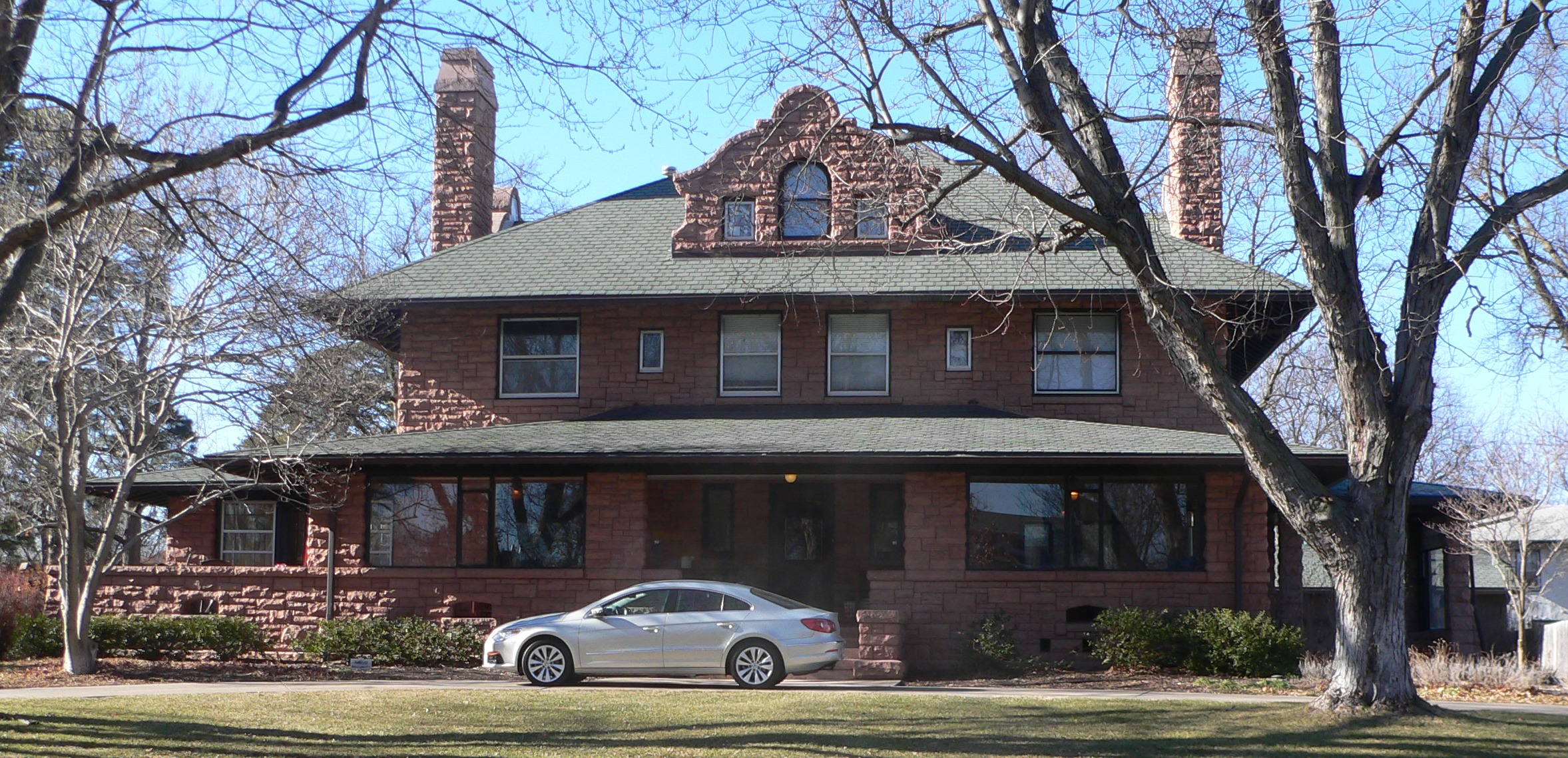
Frank M. Spalding House, gelistet im NRHP

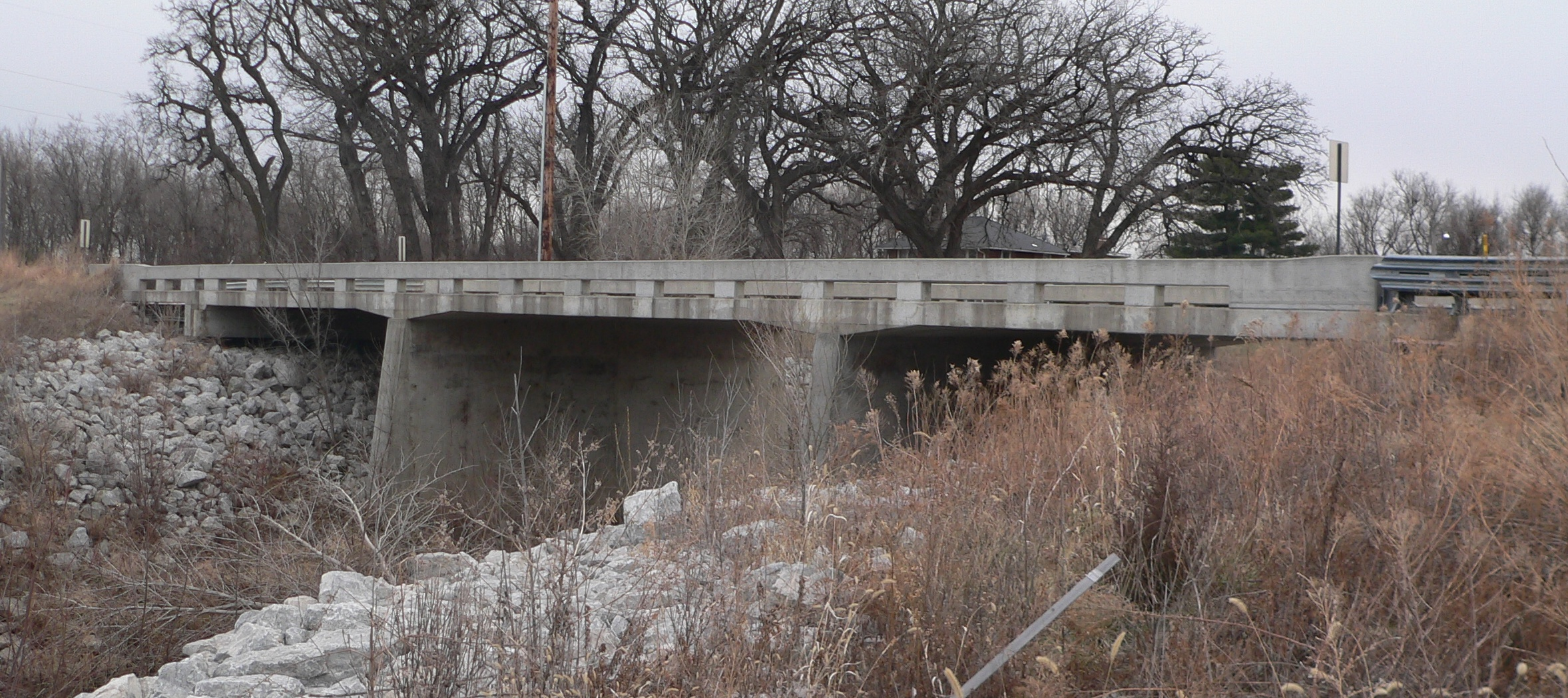
Beal Slough Bridge, gelistet im NRHP

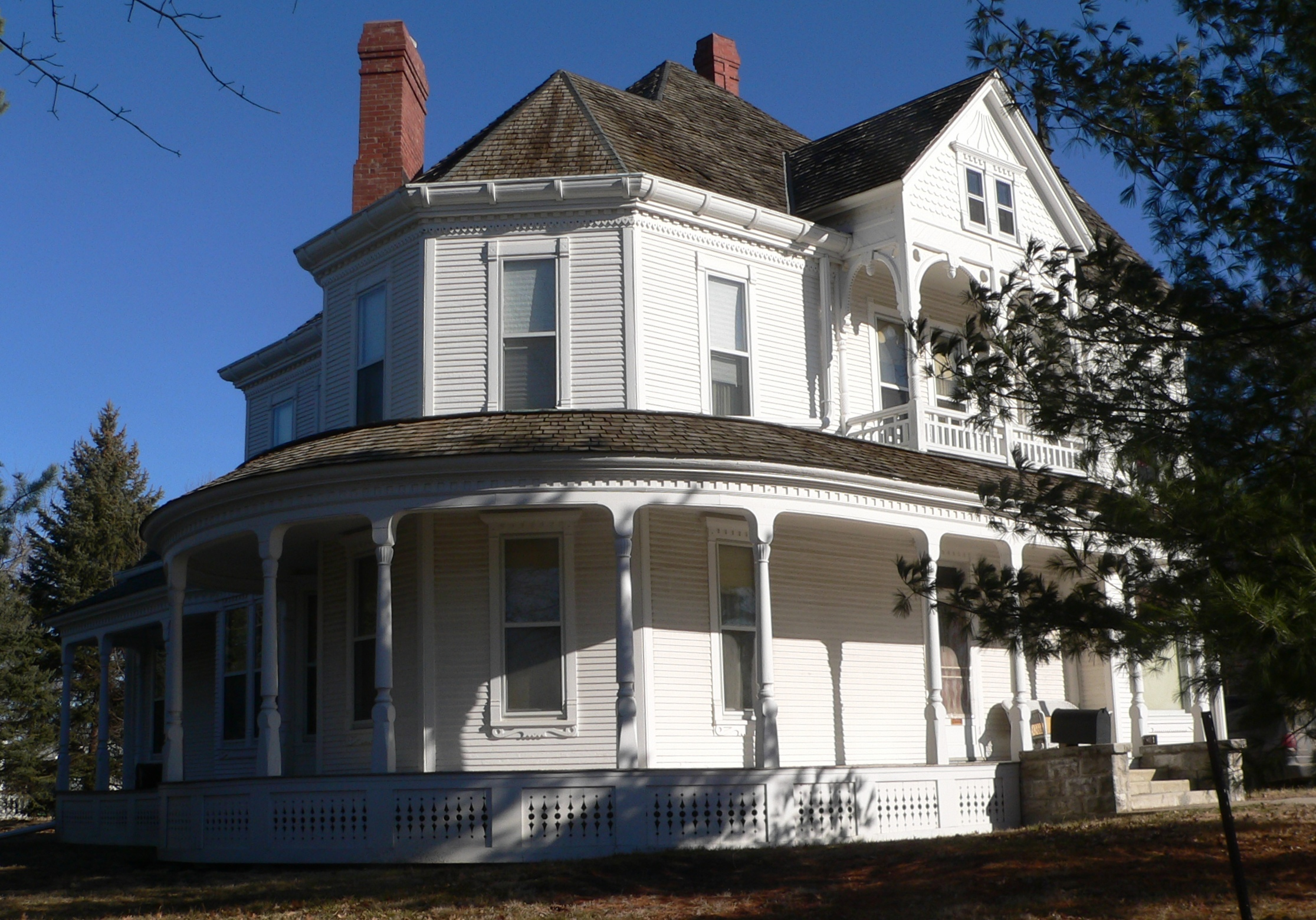
James A. Beattie House, gelistet im NRHP

Nach der Volkszählung im Jahr 2000 lebten im Lancaster County 250.291 Menschen in 99.187 Haushalten und 60.702 Familien. Die Bevölkerungsdichte betrug 115 Einwohner pro Quadratkilometer. Ethnisch betrachtet setzte sich die Bevölkerung zusammen aus 90,07 Prozent Weißen, 2,82 Prozent Afroamerikanern, 0,64 Prozent amerikanischen Ureinwohnern, 2,86 Prozent Asiaten, 0,06 Prozent Bewohnern aus dem pazifischen Inselraum und 1,69 Prozent aus anderen ethnischen Gruppen; 1,87 Prozent stammten von zwei oder mehr Ethnien ab. 3,37 Prozent der Bevölkerung waren spanischer oder lateinamerikanischer Abstammung.
Von den 99.187 Haushalten hatten 30,3 Prozent Kinder und Jugendliche unter 18 Jahre, die bei ihnen lebten. 48,8 Prozent waren verheiratete, zusammenlebende Paare, 9,1 Prozent waren allein erziehende Mütter, 38,8 Prozent waren keine Familien, 29,1 Prozent waren Singlehaushalte und in 8,3 Prozent lebten Menschen im Alter von 65 Jahren oder darüber. Die Durchschnittshaushaltsgröße betrug 2,40 und die durchschnittliche Familiengröße lag bei 3,00 Personen.
Auf das gesamte County bezogen setzte sich die Bevölkerung zusammen aus 23,5 Prozent Einwohnern unter 18 Jahren, 15,4 Prozent zwischen 18 und 24 Jahren, 30,4 Prozent zwischen 25 und 44 Jahren, 20,3 Prozent zwischen 45 und 64 Jahren und 10,4 Prozent waren 65 Jahre alt oder darüber. Das Durchschnittsalter betrug 32 Jahre. Auf 100 weibliche Personen kamen 99,8 männliche Personen. Auf 100 Frauen im Alter von 18 Jahren oder darüber kamen statistisch 98,5 Männer.
Das jährliche Durchschnittseinkommen eines Haushalts betrug 41.850 USD, das Durchschnittseinkommen der Familien betrug 53.676 USD. Männer hatten ein Durchschnittseinkommen von 34.720 USD, Frauen 25.614 USD. Das Prokopfeinkommen betrug 21.265 USD. 5,5 Prozent der Familien und 9,5 Prozent der Bevölkerung lebten unterhalb der Armutsgrenze. Davon waren 9,9 Prozent Kinder oder Jugendliche unter 18 Jahre und 6,1 Prozent waren Menschen über 65 Jahre.

## Orte im County
- Agnew
- Arbor
- Bennet
- Berks
- Bethany
- Centerville
- College View
- Cushman
- Davey
- Denton
- Emerald
- Firth
- Hallam
- Hanlon
- Havelock
- Hickman
- Holland
- Huskerville
- Jamaica
- Kramer
- Lincoln
- Malcolm
- Marian Center
- Martell
- Panama
- Pine Lake
- Prairie Home
- Princeton
- Raymond
- Roca
- Rokeby
- Saltillo
- Sprague
- University Place
- Walton
- Waverly
- West Lincoln
- Woodlawn